# Bremer County
Bremer County är ett administrativt område i delstaten Iowa, USA, med 24 276 invånare. Den administrativa huvudorten (county seat) är Waverly.

## Geografi
Enligt United States Census Bureau har countyt en total area på 1 139 km². 1 134 km² av den arean är land och 4 km² är vatten.

### Angränsande countyn
- Chickasaw County - nord
- Fayette County - öst
- Floyd County - nordväst
- Black Hawk County - syd
- Buchanan County - sydost
- Butler County - väst

### Orter
- Denver
- Frederika
- Janesville (delvis i Black Hawk County)
- Plainfield
- Readlyn
- Sumner (delvis i Fayette County)
- Tripoli
- Waverly (huvudort)